# 関谷ますみ
関谷 ますみ（せきや ますみ、1955年4月15日 - ）は、日本の元女優。千葉県柏市出身。

## 略歴
東京都立千歳丘高等学校卒業。児童劇団若草に所属し、1972年の高校2年生時にTBS系テレビドラマ『赤い靴』でデビュー。
実家はパン屋（ベーカリー）。かつて、仕事のない日は一日中店の手伝いをしていたこともあった。
青春ドラマを中心に活動。1979年から6年間に亘って、刑事ドラマ『特捜最前線』に警視庁特命捜査課高杉幹子婦警（階級巡査）役でレギュラー出演。
1986年に小中学校時代の同級生と結婚して引退。
2011年から、日本テレビ系列テレビドラマ『われら青春!』で共演した青木英美と共に『われら青春!女川復興支援隊』を旗揚げし、東日本大震災復興支援活動を行っている。
2012年現在、夫と共にベルギーチョコレート専門店と旅行代理店（2店は隣接している）を経営。

## 出演

### テレビドラマ
- 鬼平犯科帳 八代目 松本幸四郎版 第2シリーズ 第24話「大川の隠居」（1972年、NET / 東宝）- 茶店の小女
- 赤い靴 (テレビドラマ)（1972年、TBS / 東宝）
- 新サインはV（1973年、TBS / 東宝） - 大石奈々
- われら青春!（1974年、NTV / 東宝） - 宮坂千春（PTA会長の娘・ラグビー部マネージャー）
- 俺たちの旅（1975年 - 1976年、NTV / ユニオン映画） - 森田和子
- 鬼平犯科帳 丹波哲郎版 第24話「泣き味噌屋」（1975年 / NET）‐ 川村家の下女
- 敬礼!さわやかさん 第16話「愛のミニパト天使」（1976年、NET）
- いろはの"い" 第6話「自殺」（1976年、NTV / 東宝）
- 俺たちの朝（1976年 - 1977年、NTV / 東宝） - 唐沢早苗
- 太陽にほえろ! 第233話「狙撃」（1977年、NTV / 東宝） - マリア
- 気まぐれ天使 第33話「ああ、結婚遁走曲」（1977年、NTV / ユニオン映画） - 宮崎早苗
- 華麗なる刑事 第10話「故郷の唄は聞こえるか」（1977年、CX / 東宝） - 江原キョウコ
- 俺たちの祭（1977年 - 1978年、NTV / ユニオン映画） - 小林久江
- 気まぐれ本格派 第10話「妹十八今ごろハシカ」（1977年、NTV / ユニオン映画）
- 怪奇!巨大蜘蛛の館（1978年、テレビ朝日 / 円谷プロ）
- われら行動派!（1979年、CX / 東宝）
- ザ・スーパーガール 第20話「女の命は裸で守れ」（1979年、東京12チャンネル / 東映） - 藤沢ノリコ
- 特捜最前線（1979年 - 1985年、テレビ朝日 / 東映） - 高杉幹子巡査
- 逢いたくて（1980年、毎日放送/木下プロダクション）
- 花よめは16歳 第28話「的中!!ラブラブ星占い」（1980年、ANB / 東映）
- 幻之介世直し帖 第2話「はやぶさが助けたおしどり瓦版」（1981年、NTV / 国際放映） - お糸
- 太陽戦隊サンバルカン 第41話「七化けドロンパ狸」（1981年、ANB / 東映） - 春野先生
- 気になる天使たち 第6話（1981年、CX / 東宝） - 小料理屋の女将
- 銭形平次 第859話「目撃者」（1984年、CX / 東映） - おさよ
- 噂のポテトボーイ （1983年-1984年、TBS / 東宝）

### 映画
- にっぽん美女物語 女の中の女（1975年7月12日、松竹）-鮎子
- 極底探険船ポーラーボーラ（1977年、東宝） - ヘイゼル
- 悪魔が来りて笛を吹く（1979年、東映） - 天銀堂女店員

### 新聞・書籍
- 週刊文春-水着グラビア （1977年1月13日号） - 文藝春秋
- 週刊TVガイド（1979年5月）-出番です-東京ニュース通信社
- 月刊平凡（1982年7月号） - 平凡出版
- 週刊TVガイド（1982年8月27日号）-「特捜最前線」ハワイロケ オフショットカラーグラビア-東京ニュース通信社
- 特捜最前線写真集 テレビ朝日ゴールデンアルバム（1984年2月1日号） - 全国朝日放送
- テレビジョンドラマ特捜最前線PART1 （1984年9月） - 放送映画出版
- テレビジョンドラマ特捜最前線PART2 （1986年5月） - 放送映画出版
- 日刊ゲンダイ（2009年2月12日）-関谷ますみさん ベルギーの高級チョコレート専門店と旅行代理店を切り盛り-株式会社日刊現代
- 刑事マガジンvol.8 -インタビュー （2009年10月20日） - 辰巳出版
- 夕刊フジ（2012年2月1日号）-「あの人NOW！」-産業経済新聞社
- 週刊現代-『熱討スタジアム』(第54回)『特捜最前線』二谷英明を語ろう（2013年4月6日号） - 講談社
- 週刊ポスト-「美しき熱い女刑事」特集 （2018年10月25日号）-小学館

### レコードジャケット・パンフレット（写真のみ歌唱なし）
- シングル　 サインはV- 坂口良子（1973年10月、日本コロムビア）P-321
- シングル　 サインはV- 坂口良子（1973年、朝日ソノラマ）APM-4562
- アルバム　日本テレビ開局25周年記念  ロンパー・ルーム/ おはよう!こどもショー（1978年、日本コロムビア）CS-7061
- アルバム　 われら行動派!オリジナルサウンドトラック（1979年12月、日本コロンビア）PX-7097

### CM
- 霊波之光 （1986年）
- 家庭教師のトライ -特捜最前線 の映像使用（2011年）

### その他
- おはよう!こどもショー（お姉さん　まみちゃん。後任はアイドルの大場久美子。1975年 - 1977年、NTV）
- 爆報! THE フライデー（2012年・2013年3月・2014年9月19日、TBS）
- いま会いたい!華麗に変身 アイドルビフォーアフター（2014年9月22日、テレビ朝日）
- ファミリーヒストリー 「中村雅俊〜魂を育んだ 故郷への思い〜」（初回放送日2022年1月31日、NHK総合) - 本名で出演、「われら青春!」出演の際、初めて共演の中村を見て「スタッフの人だと思った」との印象など、経営店舗でのインタビューにて語った。

## ディスコグラフィ
- 愛のはじまり（1977年、「怪奇!巨大蜘蛛の館」挿入歌）

-収録CD　ウルトラマエストロ冬木透音楽選集  DISC-2 -日本コロンビア、2019年05月15日発売-COCX-40616-25 
- ハイ・ポーズ　（「おはよう!こどもショー」使用曲） 作詞　山崎あきら　作・編曲　荻田光雄　歌唱　関谷ますみ　コロムビアゆりかご会
- 海底さんぽ（「おはよう!こどもショー」使用曲）作詞　山崎あきら　作・編曲　公一比呂  歌唱　関谷ますみ　コロムビアゆりかご会 グリーンピース

-収録レコード  * シングル「おはよう！こどもショー のってる のってる ハイ・ポーズ お家をたてよう」-日本コロンビア 1975年12月発売-CH-18
、* LP「みんなあつまれ！テレビ幼児番組ヒット曲のすべて」